# Sparbanken i Enköping

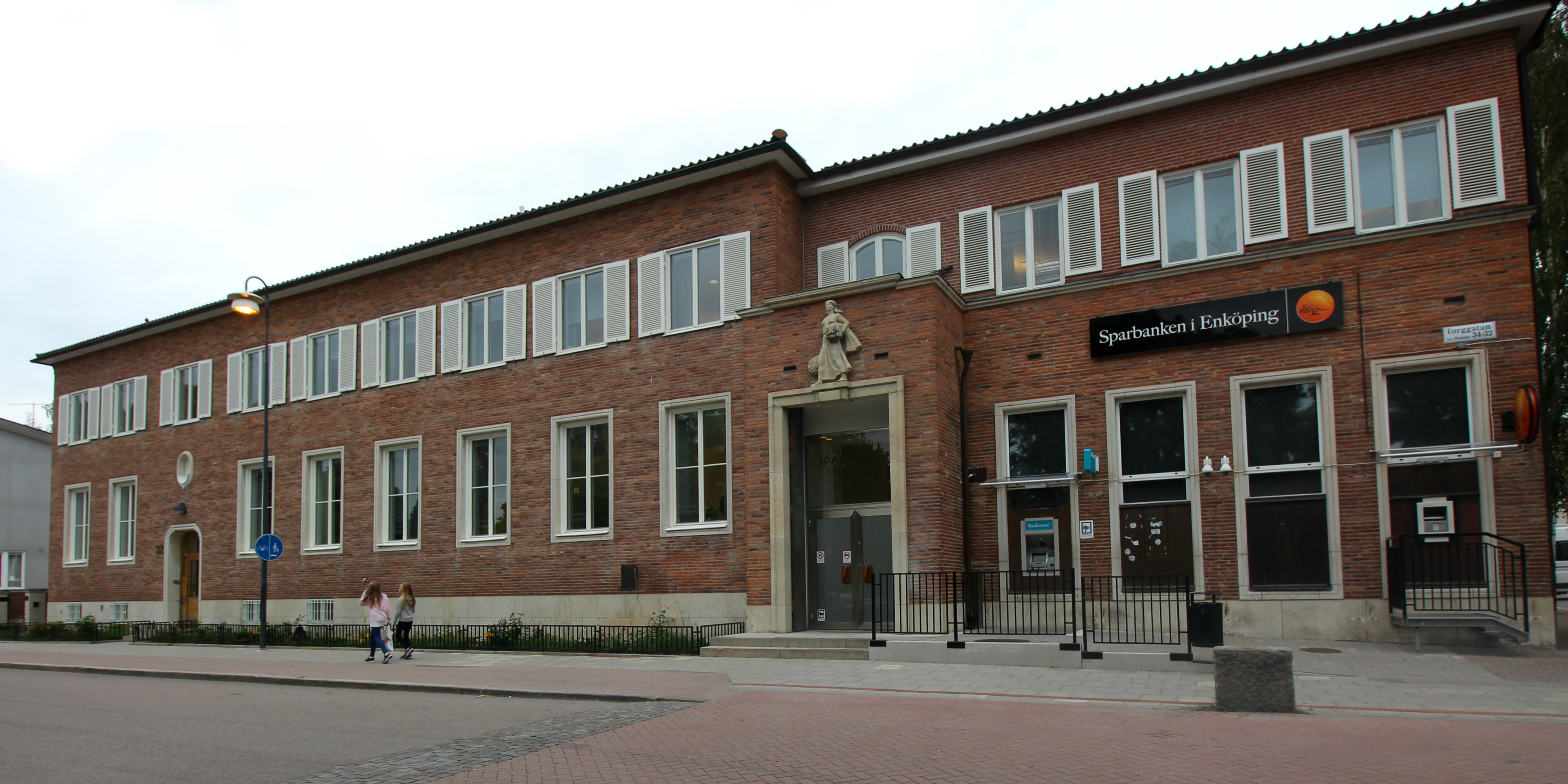
Det nuvarande sparbankshuset uppfört 1942–1944.

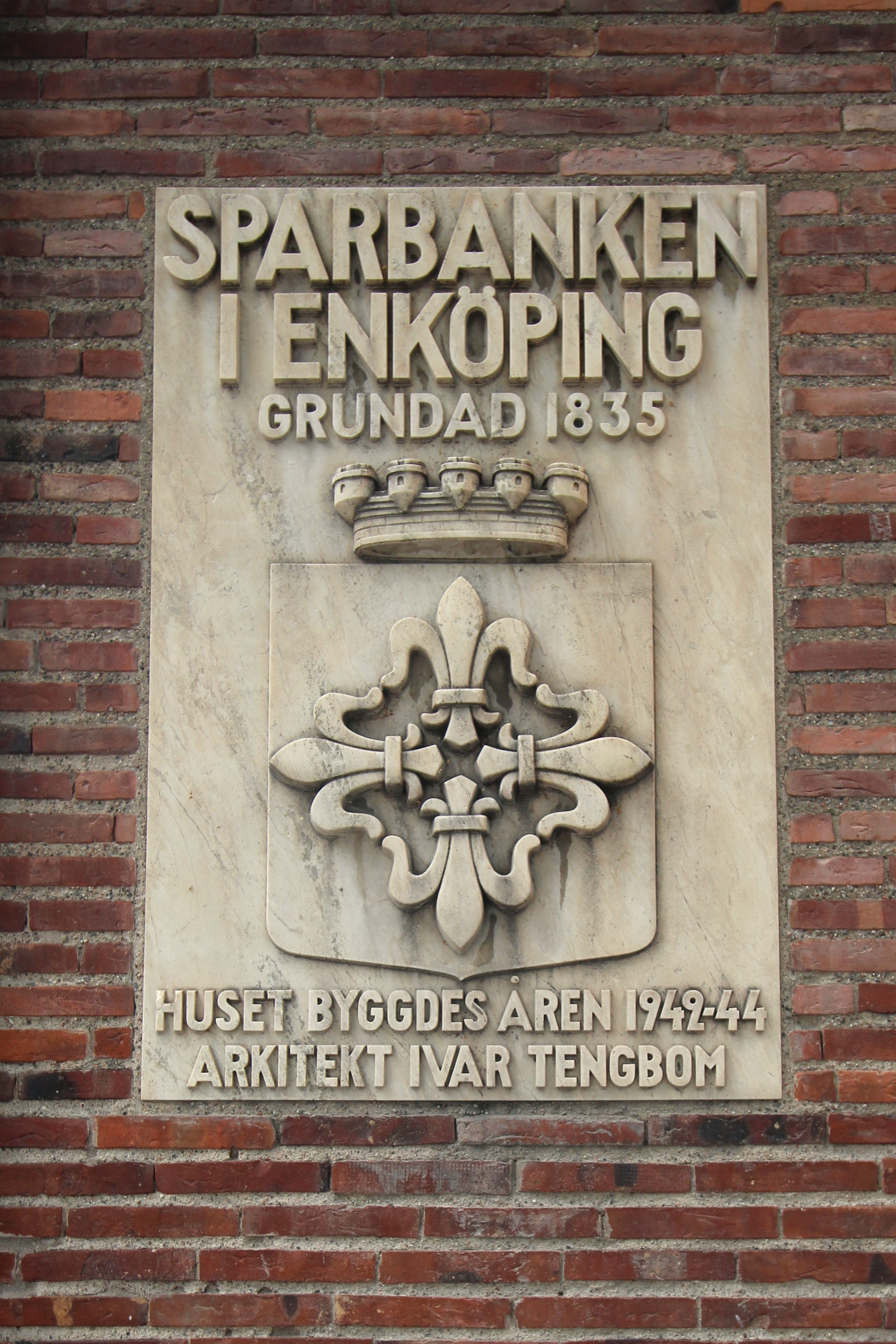

Sparbanken i Enköping är en sparbank i Enköping, verksam i Enköpings kommun, Håbo kommun och Upplands-Bro kommun.
År 2019 fanns utöver huvudkontoret även kontor i Bålsta och Kungsängen.

## Historik
Banken stiftades den 1 december 1835 som Sparbanken uti Enköping, Åsunda och Trögds fögderi och kunde öppna för allmänheten den 19 mars 1836. Den var då landets 39:e sparbank och den tredje sparbanken att öppnas i Uppsala län, efter Söderfors sparbank och Upsala sparbank. Namnet ändrades till Sparbanken i Enköping den 1 december 1887.
Från 1885 hade banken öppet två gånger, från 1898 fyra gånger och från 1900 hela veckan. Bankens första för ändamålet byggda huvudkontor invigdes den 3 september 1896. Det var belägen på Kyrkogatan i Enköping. Den 20 oktober 1943 flyttade banken till ett nytt mer centralt belägen hus, ritat av Ivar Tengbom.
Sparstället i Bålsta blev bankens första filialkontor år 1953. År 1983 etablerades banken även i Kungsängen.
1998 tog banken över Föreningsbankens kontor i Enköping, Bålsta och Fjärdhundra.
Under år 2002 minskade banken antalet kontor från åtta till tre när man stängde kontoren i Grillby, Örsundsbro, Fjärdhundra, Bro och Vårfrugatan i Enköping. Under 2009 etablerade man sig åter i Bro.
Därefter har flera kontor stängts. Kontoret i Bro stängdes i december 2016 och öppnades inte igen, varefter verksamheten i Upplands-Bro kommun koncentrerades till Kungsängen. Därefter hade banken tre kontor fördelade på de tre kommuner som utgjorde dess verksamhetsområde.